# Józef Biel
Józef Biel (ur. 16 stycznia 1934 w Krakowie, zm. 3 marca 1987 tamże) – pułkownik Milicji Obywatelskiej.

## Życiorys
Urodził się 16 stycznia 1934 jako syn Jana i Apolonii. Był piłkarzem i bokserem w barwach Cracovii, działacz sportowy.
Należał do Związku Młodzieży Polskiej od 1949, do Polskiej Zjednoczonej Partii Robotniczej od 1953. Ukończył studia na Wydziale Prawa Uniwersytetu Jagiellońskiego. Był funkcjonariuszem Wojewódzkiego Urzędu do spraw Bezpieczeństwa Publicznego od 1955, następnie Komendy Wojewódzkiej Milicji Obywatelskiej od 1956. W KW MO był oficerem operacyjnym Wydziału III, kierownikiem Grupy Wydziału IV od 1962, kierownikiem Samodzielnej Sekcji Ogólno-Organizacyjnej od 1963, zastępcą naczelnika Wydziału Ogólnego od 1967, zastępcą naczelnika Wydziału IV Służby Bezpieczeństwa od 1968, naczelnikiem Wydziału IV Służby Bezpieczeństwa od 16 lipca 1976 do 1 listopada 1981, zastępcą szefa ds. SB Wojewódzkiego Urzędu Spraw Wewnętrznych od 1983. W 1974 nadzorując rozbiórkę nielegalnie wybudowanego budynku z przeznaczeniem na salę do nauki religii doznał kontuzji, której przyczyną było rzucanie przez sfanatyzowany tłum kamieni, odłamków cegieł i błota na funkcjonariuszy MO. 
W 1984 został w Nowej Hucie pobity przez manifestantów. W 1986 przeszedł na emeryturę.
Działał partyjnie, był członkiem Komisji Wymiaru Sprawiedliwości w Komitecie Wojewódzkim PZPR w Krakowie od 1958 do 1965, II sekretarzem Komitetu Zakładowego PZPR przy KW MO w Krakowie  od 1958 do 1965, członkiem Komitetu Dzielnicowego Stare Miasto PZPR w Krakowie od 1958 do 1967 oraz członkiem egzekutywy OOP SB w KW MO w Krakowie od 1968.
Został działaczem sportowym w klubie GTS Wisła Kraków. Od 1966 do 1976 był kierownikiem sekcji koszykówki. Od 1975 pełnił stanowisko II wiceprezesa GTS Wisła Kraków. Otrzymał także tytuł członka honorowego klubu.
Zmarł 4 marca 1987. Został pochowany na cmentarzu Rakowickim w Krakowie.

## Awanse
- chorąży (1956)
- podporucznik (1957)
- porucznik (1960)
- kapitan (1963)
- major (1969)
- podpułkownik (1976)[4].
- pułkownik (1983)

## Odznaczenia
- Krzyż Oficerski Orderu Odrodzenia Polski
- Krzyż Kawalerski Orderu Odrodzenia Polski
- Złoty Krzyż Zasługi
- Złote odznaczenie im. Janka Krasickiego
- Odznaka „Zasłużony Działacz Kultury Fizycznej”
- Złota odznaka „Za pracę społeczną dla miasta Krakowa”
- Złota odznaka „Za zasługi dla Ziemi Krakowskiej”